# Pierre Vincent (athlétisme)
Pour les articles homonymes, voir Pierre Vincent et Vincent.
Pierre Vincent (né le 20 février 1992 à Neuilly-sur-Marne) est un athlète français, spécialiste du sprint.
Vice champion du monde relais 2015 au Bahamas

## Biographie
Il remporte la médaille de bronze du relais 4 × 100 m lors des championnats d'Europe 2014, à Zurich, en compagnie de Christophe Lemaitre, Teddy Tinmar et Ben Bassaw.

## Palmarès
| Date | Compétition                       | Lieu        | Résultat | Épreuve   | Temps   |
| ---- | --------------------------------- | ----------- | -------- | --------- | ------- |
| 2011 | Championnats d'Europe juniors     | Tallinn     | 2e       | 200 m     | 21 s 22 |
| 2014 | Championnats d'Europe             | Zurich      | 3e       | 4 × 100 m | 38 s 47 |
| 2015 | Relais mondiaux de l'IAAF         | Nassau      | 5e       | 4 × 100 m | 38 s 81 |
| 2015 | Championnats d'Europe par équipes | Tcheboksary | 2e       | 4 x 100 m | 38 s 34 |

### Records
| Épreuve | Performance | Lieu   | Date            |
| ------- | ----------- | ------ | --------------- |
| 100 m   | 10 s 42     | Reims  | 12 juillet 2014 |
| 200 m   | 20 s 54     | Zurich | 28 août 2014    |